# Callopora rylandi
Callopora rylandi är en mossdjursart som beskrevs av Bobin och Prenant 1965. Callopora rylandi ingår i släktet Callopora och familjen Calloporidae. Inga underarter finns listade i Catalogue of Life.